# Фердинанд Хелфрих Балтазар фон Мегау
Фердинанд Хелфрих Балтазар фон Мегау (на немски: Ferdinand Helfrich Balthasar Graf von Meggau; * ок. 1581; † 8 ноември 1620) е австрийски фрайхер, граф на Мегау от 10 октомври 1619 г.

## Произход
Той е син на фрайхер Фердинанд Хелфрих фон Мегау (1533 – 1585) и съпругата му фрайин Сузана Вероника фон Харах (1558 – 1617), дъщеря на фрайхер Леонхард IV фон Харах-Рорау (1514 – 1590) и Барбара фон Виндиш-Грец (ок. 1520 – 1580). Брат е на австрийския държавник граф Леонхард Хелфрид фон Мегау (1577 – 1644). Сестра му Сузана Вероника фон Мегау (1580 – 1648) е омъжена на 30 април 1604 г. за граф Паул Сикст III фон Траутзон († 1621).

## Фамилия
Фердинанд Хелфрих Балтазар фон Мегау се жени 1617 г. за ландграфиня Естер (Естера) фон Зулц (* 1592, Майнсберг; † сл. 17 септември 1623), дъщеря на граф Карл Лудвиг фон Зулц (1568 – 1616), ландграф в Клетгау, господар на Вадуц, Шеленберг и Вутентал, и графиня Доротея Катарина фон Сайн (1562 – 1609), дъщеря на граф Адолф фон Сайн (1538 – 1568) и графиня Мария фон Мансфелд-Айзлебен (1545 – 1588). Те имат две дъщери:
- Анна Сузана Аполония фон Мегау (* 11 февруари 1617, Виена; † 2 август 1689, Драхениц), омъжена на 21 януари 1636 г. в Линц за Матиас Куен фон Белази, имперски граф на Лихтенберг и Ганзег († 1678)
- Естер Барбара фон Мегау (* 11 октомври 1618, Лунденбург; † 20 юни 1644, Ратибор), омъжена на 15 май 1634 г. в Лунденбург за граф Георг фон Оперсдорф (* 14 юли 1588, Ломниц; † 16 май 1651, Оберглогау)